# Tim Tubbax
Tim Tubbax (4 mei 1972) is een Belgisch vechtsporter, basketbalspeler, acteur, oud-portier, oud-agent en politicus uit Antwerpen.

## Levensloop
Tubbax, zoon van een Vlaamse moeder en een vader uit Polynesië.
Hij volgde enkele jaren rechten en criminologie aan de universiteiten van Antwerpen en Gent. Hij specialiseerde zich ook als paramedisch ambulancier bij MUG/PIT UZ Leuven en volgde verpleegkunde aan de Karel de Grote Hogeschool.
Hij was tevens actief bij de Kontichse brandweer Tevens was hij betrokken in een portiersoorlog, waarbij hij na een raid van rivaliserende portiers in een café te Deurne een schotwonde opliep aan zijn oog.
Tevens is Tubbax bekend dj Timax en was onder meer actief in de Zillion, La Rocca en clubs te Ibiza. Ook is hij de voormalig eigenaar van de Antwerpse afterclub Space aan de Frankrijklei. Deze club werd uiteindelijk gesloten door de gemeente omdat klanten betrapt werden opdrugsgebruik. Tubbax werd daarvoor later veroordeeld tot een voorwaardelijke celstraf, hetgeen in beroep werd bevestigd. In 2011 stond hij opnieuw terecht na een incident in discotheek Illusion te Lier in mei 2009.
Ook acteerde hij in verschillende televisieseries. Zo was hij onder meer in 2006-'07 en vanaf 2017 te zien in de televisieserie Familie op VTM en had hij in 2012 een rol in Flikken Maastricht, waarin hij president Obama vertolkte. Hij speelde ook bijrollen in onder meer de films Légionnaire met Jean-Claude Van Damme en Any Way the Wind Blows van Tom Barman.
Daarnaast was Tubbax actief als karateka en thaibokser. Zo nam hij in 1996 deel aan de eerste kooigevechten uit de Nederlandse geschiedenis, waarbij hij uitkwam tegen de Braziliaanse 'nationaal kampioen jiujitsu 1993' Eduardo Rocha. Ook was hij actief als basketter in de nationale reeksen bij Racing Antwerp en Kontich BBC.
Ten slotte was hij ook politiek actief in 2003 op de kieslijst Luister en was hij lijsttrekker voor Vrijheid (afsplitsing van de NP-FN) bij de Vlaamse verkiezingen van 2009 in de kieskring Antwerpen. Hij haalde 752 voorkeurstemmen en werd niet verkozen tot Vlaams Parlementslid. 
In 2024 staat hij op de Vlaams Belang-lijst in het Antwerpse district Borsbeek en gemeenteraad Antwerpen.
Hij werd zowel verkozen als districtsraadslid in Borsbeek (van plaats 13 naar plaats 2), als gemeenteraadslid in Antwerpen waar hij vanop de quasi onverkiesbare plaats 37 de zesde zetel haalde voor het Vlaams Belang.

## Filmografie

### Televisie
- Kaat & co (2003)
- Spoed (2003), als Rock
- Spoed’’ (2005), als roker in restaurant
- Familie (2006-2007), als Ludwig
- Zone Stad (2009)
- Flikken Maastricht (2012)
- The Missing (2016)
- Familie (2017), als Cas
- Professor T. (2017)
- Over water (2017)
- Geub (2018)
- Fair Trade (2021), als Darko

### Film
- Legionnaire (1999, regie Peter Mc Donald) als lijfwacht Abd’El Krim
- Mr. Nice Guy (2002, regie Peter Borghs)
- Any Way the Wind Blows (2009, regie Tom Barman) als kunstflik
- Patser (2017, regie Adil El Arbi en Bilall Fallah)
- Zillion  (2022, regie Robin Pront) als Wesley
- Zillion, The lost tapes (2023, regie Thomas Van Hemeledonck en Alidor El Benni) op Streamz

## Boeken
- Ik flik? Bangelijk (2001)